# Hooka-Hey
Hooka-Hey est le quinzième album de la série de bande dessinée Buddy Longway, paru en 1986.
C'est aussi un cri de guerre indien.

## Personnages
- Buddy Longway : trappeur d'une quarantaine d'années.
- Tonnerre du Matin : sioux rebelle, il refuse de se soumettre au traité signé par son chef Deux-Lune donnant aux colons des terres indiennes.
- Sergent Robert Hoffman : 3e compagnie de cavalerie. Engagé dans l'armée pour faire honneur à son père, colonel.
- Nuage Gris : sioux, ami de Jérémie. Enfant, Jérémie l'a sauvé du piétinement des bisons, lors d'une chasse. Ils sont devenus amis[2]. Il a opté pour le parti de Tonnerre du Matin.
- Colonel Carrington : borgne, sans pitié.

## Synopsis
L'hiver s'installe. Toujours à la recherche de Chinook et Kathleen, Buddy arrive en territoire sioux. Il retrouve Petit Loup devenu Vieux. Arrivé en ami, il est fait prisonnier par Tonnerre du Matin, un sioux rebelle qui s'oppose à l'installation de colons. Promis à la mort, il passe sa dernière nuit en compagnie d'un autre captif : le sergent Hoffman. Le lendemain matin, Buddy et le sergent sont attachés en vue de leur exécution. Le sergent tient tête jusqu'au bout et est exécuté ; Buddy lui, tente de négocier un sursis avec ses geôliers. Il est sauvé par l'apparition providentielle de Vieux Loup qui vient à sa rencontre. Admiratifs les indiens le délivrent sur le champ.
Buddy repart seul, découragé, fiévreux. Nuage Gris le découvre effondré dans la neige. il a juste le temps de lui donner une médecine, déjà des soldats apparaissent, il doit fuir. Buddy est récupéré par la patrouille. Au camp, Buddy subit un interrogatoire musclé par le colonel Carrington qui veut connaître l'emplacement du camp indien. Il lui donne un ultimatum : s'il ne dit rien, il sera tué. Dans la nuit, Nuage Gris parvient à le faire évader. Tonnerre du Matin attaque le camp. Le colonel répond au canon contre les flèches indiennes. Buddy crée un éboulement qui neutralise le canon et rétablit un peu l'équilibre des forces en présence. Mais la tuerie se poursuit. C'est finalement une meute de loups qui prend possession du camp. Buddy fait un dernier adieu à Vieux Loup. Enfin, Nuage Gris, blessé, parvient à se faire entendre : Chinook et Kathleen sont vivantes, au camp de Daim Rapide.